# Dosillo

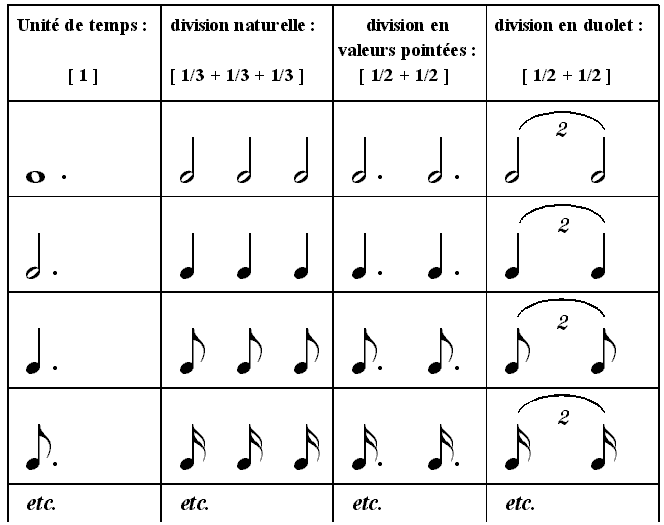
.Equivalencia de dosillos

En música, el dosillo es un grupo de valoración especial formado por dos notas musicales de igual duración que se tocan en el tiempo en el que se deberían tocar tres. Se lo denota con una barra colocada sobre dichas notas.
El dosillo es un grupo de valoración especial por ampliación, ya que las dos figuras que lo representan equivalen a tres de la misma especie, y han de ser necesariamente más lentas, al entrar en el mismo tiempo.